# Frontera entre el Vietnam i Laos
La frontera entre el Vietnam i Laos és una línia sinuosa de 2.161 kilòmetres d'extensió en sentit nord-sud, que separa l'est de Laos de l'est del Vietnam. Generalment es desprèn la línia divisòria d'aigües de la Serralada Annamita (vietnamita Dãy Trường Sơn), excepte ocasionalment al sud, i al nord-oest, on la província laosiana de Houaphan es troba pràcticament en el costat vietnamita de les crestes.